# Hueikaeana decora
Hueikaeana decora är en insektsart som beskrevs av Andrej Vasiljevitj Gorochov 2008. Hueikaeana decora ingår i släktet Hueikaeana och familjen vårtbitare. Inga underarter finns listade i Catalogue of Life.